# Возвращение в спящий лагерь
«Возвращение в спящий лагерь» (англ. Return to Sleepaway Camp) — слэшер режиссёра Роберта Хилцика, являющийся прямым продолжением оригинального фильма 1983 года, игнорирующим другие сиквелы. Премьера фильма состоялась 4 ноября 2008 года.

## Сюжет
Сюжет рассказывает о таинственном человеке, который совершает убийства подростков.
Ронни не может забыть того, что было 20 лет назад в лагере «Аравак», в котором таинственный человек совершал кошмарные убийства. Но прошло 20 лет, и в лагерь прибывают новые отдыхающие студенты-подростки. И опять тут появляется таинственный человек, который снова и снова избавляется от подростков, как это было 20 лет назад, и все отдыхающие становятся под подозрением, и даже шериф, который расследует это дело.

## В ролях
- Винсент Пасторе — Фрэнк
- Джеки Тон — Линда
- Эрин Бродерик — Карен
- Джонатан Тирстен — Рики Томас
- Айзек Хейз — повар Чарли
- Майкл Гибни — Алан
- Пол ДэАнджело — Ронни
- Кейт Симсес — Пити
- Брай Купер — Рэнди
- Пол Яконо — Пи Пи
- Фелисса Роуз — Анджела Бэйкер

## Производство
Съёмки проходили с сентября по ноябрь 2003 года, а премьера должна была состояться в кинотеатрах в период с 2004 по 2006 год, но из-за некачественных спецэффектов CGI и отсутствия дистрибьюторских сделок премьера откладывалась до ноября 2008 года. Исполнительный продюсер фильма омас Е. ван Делл заявил, что большинство спецэффектов были исправлены к декабрю 2006 года, но режиссёр Роберт Хилцик считал, что для удовлетворения его ожиданий необходимо больше работы. К 2007 году специалисты по CGI были наняты ван Деллом для дальнейшей работы. Всё было завершено к 2008 году, и производители получили право распространения через Magnolia Pictures. Фильм был выпущен сразу на видео в США в ноябре 2008 года, а на международном уровне в 2009 году.